# Александру Влахуца (Вранча)
Александру Влахуца (рум. Alexandru Vlahuță) насеље је у Румунији у округу Вранча у општини Думбравени. Oпштина се налази на надморској висини од 126 m.

## Становништво
Према подацима из 2002. године у насељу је живело 88 становника, од којих су сви румунске националности.